# IV. nogometna zona Karlovac – Sisak – Gospić 1980./81.
IV. nogometna zona Karlovac – Sisak – Gospić (IV. zona Karlovac – Sisak – Gospić; Zonska liga Karlovac – Sisak – Gospić) je bila liga petog stupnja nogometnog prvenstva Jugoslavije u sezoni 1980./81. 
  
Sudjelovalo je 14 klubova, a prvak je bio klub "Banija" iz Gline.   

## Sustav natjecanja
14 klubova je igralo dvokružnu ligu (26 kola). 

## Ljestvica
| mj. | klub                                 | ut. | pob. | ner. | por. | gol+ | gol- | bod |
| --- | ------------------------------------ | --- | ---- | ---- | ---- | ---- | ---- | --- |
| 1.  | Banija Glina                         | 26  | 17   | 4    | 5    | 57   | 29   | 38  |
| 2.  | Partizan Bosanska Kostajnica         | 26  | 13   | 5    | 8    | 36   | 30   | 31  |
| 3.  | Ilovac Karlovac                      | 26  | 11   | 8    | 7    | 45   | 35   | 30  |
| 4.  | INA Sisak                            | 26  | 13   | 3    | 10   | 58   | 40   | 29  |
| 5.  | Jedinstvo Dvor                       | 26  | 10   | 8    | 8    | 39   | 30   | 28  |
| 6.  | Duga Resa                            | 26  | 12   | 4    | 10   | 35   | 35   | 28  |
| 7.  | Gavrilović Petrinja                  | 26  | 10   | 7    | 9    | 32   | 27   | 27  |
| 8.  | Jedinstvo Vrginmost                  | 26  | 9    | 7    | 10   | 35   | 46   | 25  |
| 9.  | Lika Lički Osik                      | 26  | 8    | 8    | 10   | 41   | 42   | 24  |
| 10. | Ivo Lola Ribar (Karlovac – Mostanje) | 26  | 9    | 6    | 11   | 35   | 36   | 24  |
| 11. | BSK Budaševo                         | 26  | 8    | 8    | 10   | 32   | 39   | 24  |
| 12. | Mladost Topusko                      | 26  | 9    | 5    | 12   | 31   | 37   | 23  |
| 13. | Bratstvo Gračac                      | 26  | 7    | 7    | 12   | 39   | 50   | 21  |
| 14. | Gospić                               | 26  | 2    | 8    | 16   | 26   | 65   | 12  |

- "Partizan" iz Bosanske Kostajnice – klub iz Bosne i Hercegovine
- Kostajnica – tadašnji naziv za Hrvatsku Kostajnicu

## Rezultatska križaljka
| kratica | klub                                 | BAN | BRA | BSK | DUR | GAV | GOS | ILO | INA | IVLR | JEDV | JEDD | LIKA | MLA | PAR |
| --- | ------------------------------------ | --- | --- | --- | --- | --- | --- | --- | --- | ---- | ---- | ---- | ---- | --- | --- |
| BAN | Banija Glina                         |     |     |     |     |     |     |     |     |      |      |      |      |     |     |
| BRA | Bratstvo Gračac                      |     |     |     |     |     |     |     |     |      |      |      |      |     |     |
| BSK | BSK Budaševo                         |     |     |     |     |     |     |     |     |      |      |      |      |     |     |
| DUR | Duga Resa                            |     |     |     |     |     |     |     |     |      |      |      |      |     |     |
| GAV | Gavrilović Petrinja                  |     |     |     |     |     |     |     |     |      |      |      |      |     |     |
| GOS | Gospić                               |     |     |     |     |     |     |     |     |      |      |      |      |     |     |
| ILO | Ilovac Karlovac                      |     |     |     |     |     |     |     |     |      |      |      |      |     |     |
| INA | INA Sisak                            |     |     |     |     |     |     |     |     |      |      |      |      |     |     |
| IVLR | Ivo Lola Ribar (Karlovac – Mostanje) |     |     |     |     |     |     |     |     |      |      |      |      |     |     |
| JEDV | Jedinstvo Vrginmost                  |     |     |     |     |     |     |     |     |      |      |      |      |     |     |
| JEDD | Jedinstvo Dvor                       |     |     |     |     |     |     |     |     |      |      |      |      |     |     |
| LIKA | Lika Lički Osik                      |     |     |     |     |     |     |     |     |      |      |      |      |     |     |
| MLA | Mladost Topusko                      |     |     |     |     |     |     |     |     |      |      |      |      |     |     |
| PAR | Partizan Bosanska Kostajnica         |     |     |     |     |     |     |     |     |      |      |      |      |     |     |
| |                                      |     |     |     |     |     |     |     |     |      |      |      |      |     |     |
| podebljan rezultat - utakmice od 1. do 13. kola (1. utakmica između klubova) rezultat normalne debljine - utakmice od 14. do 26. kola (2. utakmica između klubova) rezultat nakošen - nije vidljiv redoslijed odigravanja međusobnih utakmica iz dostupnih izvora rezultat smanjen * - iz dostupnih izvora nije uočljiv domaćin susreta prekrižen rezultat - poništena ili brisana utakmica p - utakmica prekinuta 3:0 p.f. / 0:3 p.f. - rezultat 3:0 bez borbe n.i. - nije igrano |                                      |     |     |     |     |     |     |     |     |      |      |      |      |     |     |

 Izvori: